# 夜のお楽しみ♥
『夜のお楽しみ♥』（よるのおたのしみ）は、テレビ北海道にて放送された情報バラエティミニ番組。制作は、株式会社シンラ。スポンサーは、SODクリエイトの一社提供。

## 概要
ソフト・オン・デマンド（SOD）の販売系列店、札幌市北区に所在した「オン・デマンド新琴似店」にて、セクシーアイドルの出演者と一般参加者とゲームで勝負（先に3勝）をして負けたら罰ゲームをするという内容の企画。セクシーアイドルが負けたら脱衣ゲーム（野球拳）のように最終的には、水着姿になる。一般参加者が負けた場合は、セクシーアイドルによるおしおきとなる。

## 打ち切り
最終回となった9月7日の放送回には、番組の最後に、番組が終了するとの告知がされた。番組が、期間限定番組なのかは、定かではないが、結果的には打ち切りとなっている。また、Ninaの放送回の時には、この店舗の、閉店処分セール（8月20日 - 9月30日）を行っている。因みに開店日は、2009年12月1日であり、わずが10か月の営業となっている。

## 放送時間
- 2010年6月15日 - 9月7日（火曜日27:00 - 27:05）

## 出演者
SODレーベルのAV女優が4週に渡り出演し、交代した。
- 相内しおり（2010年6月16日 - 7月13日放送)
- 範田紗々（2010年7月13日 - 8月3日放送）
- Nina（2010年8月10日 - 9月7日放送）